# Liste von Kombinaten der DDR
In der Deutschen Demokratischen Republik gab es bis 1990 eine Vielzahl von Kombinaten, die von unterschiedlichen staatlichen Organen geleitet wurden.
Es ist zwischen zentralgeleiteten Kombinaten und bezirksgeleiteten Kombinaten zu unterscheiden. Während zentralgeleitete Kombinate direkt einem der Ministerien – darunter die verschiedenen Industrieministerien – unterstanden, wurden die bezirksgeleiteten Kombinate durch den Rat des jeweiligen Bezirks geführt. Von den rund 500 Kombinaten waren 175 zentralgeleitet, hiervon 131 durch ein Industrieministerium.
Kombinate, die bereits vor der Wende aufgelöst wurden, sollen in dieser Liste nicht erfasst werden. Es ist zu berücksichtigen, dass die Mitarbeiterzahlen – falls angegeben – teilweise unterschiedliche Jahre als zeitliche Basis haben (siehe Quellenangaben). Die Zahlen können sich daher bis 1990, unter anderem durch die Eingliederung ehemals unabhängiger Kombinate, stark verändert haben. Bedingt durch die Umbruchsituation und die Herauslösung von Betrieben aus den Kombinaten im Zuge der Privatisierung ab 1990 sind die Mitarbeiterzahlen aus diesem Jahr teils deutlich geringer als zu vorherigen Hochzeiten.
Weiterhin ist anzumerken, dass auch die Auflistung der Tätigkeit und Produkte der Kombinate in vielen Fällen nicht erschöpfend ist. Viele Kombinate verfügten über eine hohe Fertigungstiefe. Außerdem betätigten sich Betriebe bisweilen stark außerhalb der, in den Statuten des Kombinats definierten, Aufgaben. Dies wurde insbesondere auch durch die staatlich verordnete Konsumgüterproduktion bedingt (beispielsweise: Herstellung von Plüschtieren im VEB Braunkohlenwerk Welzow (Braunkohlenkombinat Senftenberg)).
Die unten angegebene Zuordnung zu übergeordneten Organen bezieht sich auf die jeweils zuständigen Stellen vor Umgliederung der Industrieministerien zum Jahresbeginn 1990.
In diesem Zusammenhang wurden das Ministerium für Schwerindustrie (umfasste Kombinate der früheren MfGeo, MfEMK, MfC und MfKE) und das Ministerium für Maschinenbau (umfasste Kombinate der früheren MfEE, MfSAB, MfWV und MfALF) neu gebildet.
Weitere Kombinate unterstanden den Ministerien MfHV, MfV, MfUW, MfPF, MdI und MfB.
Das bereits bestehende Ministerium für Leichtindustrie bekam die Kombinate des MfBL und des MfGK zugeordnet. Diese drei verbliebenen Industrieministerien wurden im April 1990 in das neu gebildete Wirtschaftsministerium überführt, welches im Oktober mit dem Beitritt der DDR zum Geltungsbereich des Grundgesetzes der BRD aufgelöst wurde.

## Legende
Die folgende Zusammenstellung ist nach dem übergeordneten Organ (Erläuterung der Abkürzungen siehe hier drüber) alphabetisch vorsortiert. − 
Erklärungen:
- Kombinat: Name (Firma) des Kombinats. Es wird die Benennung aufgeführt, die bis 1990 genutzt wurde. Diese kann sich im Laufe der Zeit geändert haben.
- Sitz: Ort der Hauptniederlassung des Kombinats, meist auch Ort des Stammbetriebs.
- Beschäftigte: Anzahl der Beschäftigten im Kombinat. Die zeitliche Datenbasis wird in der angegebenen Quelle aufgeführt und kann sich mitunter zwischen den Listeneinträgen unterscheiden.
- Übergeordnetes Organ: Staatliches Organ, dem das aufgelistete Kombinat unterstellt war.
- Tätigkeit und weiterführende Informationen: Angabe der wirtschaftlichen Tätigkeit des Kombinats sowie weiterer Informationen.

## Zentralgeleitete Kombinate
| Kombinat | Sitz                     | Beschäftigte               | Übergeordnetes Organ | Tätigkeit und weiterführende Informationen |
| --- | ------------------------ | -------------------------- | -------------------- | --- |
| VEB Kombinat Geodäsie und Kartographie Berlin                                                                  | Berlin                   | 4.600                      | MdI                  | Verantwortlich für Geodäsie und Kartografie in der DDR. Neben der Tätigkeit in der Landesvermessung wurden auch ingenieurgeodätische Leistungen erbracht. Im Potsdamer Kombinatsbetrieb wurden auch thematische Karten hergestellt. |
| VEB Kombinat „Fortschritt“ Landmaschinen Neustadt                                                              | Neustadt                 | 54.716                     | MfALF                | Herstellung von Landmaschinen und kompletten Anlagen für die Nahrungsmittelproduktion. Dieses Spektrum umfasste Traktoren, Mähdrescher, Kartoffelroder, Schwadmäher und Feldhäcksler sowie Siloanlagen, Getreidetrockner, Melkanlagen und Rinder- und Schweineanlagen. |
| VEB Kombinat Haushaltgeräte Karl-Marx-Stadt                                                                    | Karl-Marx-Stadt          | 27.610                     | MfALF                | Herstellung von Haushaltsgeräten, Bestecken und Geschirr. Zum Kombinat gehörte die Marke Foron. Das ehemals eigenständige Kombinat Unimewa wurde 1979 in das Kombinat Haushaltgeräte Karl-Marx-Stadt eingegliedert. |
| VEB IFA-Kombinat Nutzkraftwagen Ludwigsfelde                                                                   | Ludwigsfelde             | 48.494                     | MfALF                | Herstellung von Nutzfahrzeugen. Während des IFA-Kombinats Nutzkraftwagen wurden leichte bis mittelschwere Lkw gefertigt. Diese waren die Lastkraftwagen IFA W50 und IFA L60, der Multicar 25 sowie die Robur-Modelle. |
| VEB IFA-Kombinat Personenkraftwagen Karl-Marx-Stadt                                                            | Karl-Marx-Stadt          | 63.231                     | MfALF                | Herstellung von Personenkraftwagen. Während des IFA-Kombinats Personenkraftwagen wurden kleine bis mittlere Pkw sowie Kleintransporter gefertigt. Diese waren der Trabant, der Wartburg und der Barkas. |
| VEB IFA-Kombinat für Zweiradfahrzeuge Suhl                                                                     | Suhl                     | 14.184                     | MfALF                | Herstellung von motorisierten und unmotorisierten Zweirädern. Diese wurden unter den Marken Simson, MZ und MIFA vertrieben. Der Suhler Stammbetrieb war zudem ein wichtiger Hersteller von Sport- und Jagdwaffen und lieferte Baugruppen für Sturmgewehre. |
| VEB Kombinat Medizin- und Labortechnik Leipzig                                                                 | Leipzig                  | 11.046                     | MfALF                | Herstellung von medizin- und labortechnischen Erzeugnissen. Zu diesen zählten Anästhesie-, Beatmungs- und Atemschutztechnik, Spritzen und Kanülen, dentalmedizinische Produkte, chirurgische Instrumente, Orthesen und Prothesen, medizinische Plasterzeugnisse sowie diverse Geräte und Möbel für die Ausstattung von Labors. Das Kombinat nutzte das Warenzeichen MLW (Medizin-, Labor- und Wägetechnik). |
| VEB Kombinat NAGEMA Dresden                                                                                    | Dresden                  | 18.244                     | MfALF                | Herstellung von Verpackungs- und anderen Maschinen für die Nahrungsgüterwirtschaft. Dies umfasste eine Vielzahl von Produkten wie Bäckerei- und Fleischereieinrichtungen, Wägetechnik, Großkücheneinrichtungen und Abfüll- und Verpackungsanlagen. Nagema war auch der einzige Hersteller von Geldautomaten. |
| VEB Kombinat Spezialtechnik Dresden (KSD)                                                                      | Dresden                  | 4.400                      | MfALF                | Herstellung und Instandhaltung von Rüstungsgütern. Es wurden Munition, Kleinwaffen sowie Übungswaffen und Schießanlagen hergestellt. Das Kombinat war weiterhin für die Instandhaltung von militärischen Flugzeugen, Triebwerken und Raketenwaffen der NVA und verbündeter Staaten verantwortlich. |
| VEB Kombinat Wälzlager und Normteile Karl-Marx-Stadt                                                           | Karl-Marx-Stadt          | 25.263                     | MfALF                | Herstellung von Wälzlagern und Normteilen wie Schrauben, Muttern, Kerb- und Zylinderstiften, Nägel und Federn. |
| VEB Autobahnbaukombinat Magdeburg (ABK)                                                                        | Magdeburg                | 7.568                      | MfB                  | Zuständig für zentral geplanten Verkehrswegebau. Hierzu zählte nicht nur der Straßen-, sondern auch der Schienenwegebau. Auch Erdbau- und Sprengarbeiten wurden durch Kombinatsbetriebe durchgeführt. |
| VEB Kombinat Bau- und Grobkeramik Halle (KBG)                                                                  | Halle/Saale              | 14.482                     | MfB                  | Herstellung von Steinzeug, Dachsteinen und -ziegeln sowie Mauerziegeln und Ähnlichem. |
| VEB Kombinat Bauelemente und Faserbaustoffe Leipzig (BAUFA)                                                    | Leipzig                  | 14.594                     | MfB                  | Herstellung von Dachpappen, Isolierstoffen, Schlössern und Beschlägen, Holzbauelementen und Faserzement. Das Kombinat war weiterhin ein großer Verarbeiter von Asbest und stellte damit Wellasbest und Fassadenverkleidungen sowie Leichtbauplatten her. |
| VEB Bauingenieurkombinat für Anlagenexport Dessau (BIK)                                                        | Dessau                   | 1.104                      | MfB                  | Bau- und Anlagenprojektierung. Hierzu zählten Anlagen zur Herstellung von Zement, Schulbüchern, Textilien, Fleisch oder Futtermitteln und Weizenmühlen. Die Durchführung der Bauvorhaben zählte nicht zum Aufgabenumfang des Kombinats. |
| VEB Kombinat Baumechanisierung Dresden                                                                         | Dresden                  | 8.469                      | MfB                  | Herstellung von Baumaschinen und Bauhilfsstoffen wie Baggern, Dumpern, Kranen, Gerüsten, Betonpumpen, Arbeitsbühnen, Rüttelplatten, Tiefladern und Betonkübeln. |
| VEB Kombinat Baustoffversorgung Berlin                                                                         | Berlin                   | 7.575                      | MfB                  | Großhandel von Baumaterialien einschließlich deren Transport und Lagerung und in geringfügigem Maße auch Herstellung von Baustoffen wie beispielsweise Mörtel, Sand, Kies und Ziegelsteinen. |
| VEB Betonleichtbaukombinat Dresden                                                                             | Dresden                  | 10.723                     | MfB                  | Herstellung von Betonplatten und anderen Betonfertigteilen. |
| VEB BMK Chemie Halle                                                                                           | Halle/Saale              | 4.199                      | MfB                  | Bau- und Montagekombinat mit Spezialisierung auf Bauwerke und Anlagen der chemischen Industrie. |
| VEB BMK Erfurt                                                                                                 | Erfurt                   | 11.484                     | MfB                  | Bau- und Montagekombinat. |
| VEB BMK Industriebau Berlin                                                                                    | Berlin                   | 4.300                      | MfB                  | Das BMK Industriebau wurde 1990 gegründet und setzte sich teilweise aus Baubetrieben zusammen, die vormals dem Ministerium für Staatssicherheit unterstellt waren. Hierzu zählten die Betriebe VEB Spezialhochbau Berlin und VEB Raumkunst Berlin. |
| VEB BMK Industrie- und Hafenbau Stralsund                                                                      | Stralsund                | 9.882                      | MfB                  | Bau- und Montagekombinat mit Spezialisierung auf Industriebauwerke und Hafenanlagen. |
| VEB BMK Kohle und Energie Hoyerswerda                                                                          | Hoyerswerda              | 16.414                     | MfB                  | Bau- und Montagekombinat mit Spezialisierung auf Kraftwerksanlagen und Bauwerke für die Braunkohlenförderung und -verarbeitung sowie weitere Industriebauten. |
| VEB BMK Ost Frankfurt (Oder)                                                                                   | Frankfurt (Oder)         | 10.574                     | MfB                  | Bau- und Montagekombinat. |
| VEB BMK Süd Leipzig                                                                                            | Leipzig                  | 13.625                     | MfB                  | Bau- und Montagekombinat. |
| VEB Kombinat Fliesen und Sanitärkeramik „Kurt Bürger“ Boizenburg                                               | Boizenburg               | 6.194                      | MfB                  | Herstellung von Fliesen und Sanitärkeramik. |
| VEB Magdeburger Baugesellschaft                                                                                | Magdeburg                | 7.886                      | MfB                  | Das Kombinat war bis zu einer Namensänderung am 26. April 1990 als VEB BMK Magdeburg aktiv. |
| VEB Metalleichtbaukombinat Leipzig (MLK)                                                                       | Leipzig                  | 19.476                     | MfB                  | Ausführung von Stahlbauarbeiten für Hallenbauten, Rahmenkonstruktionen, Fassaden, usw. |
| VEB Spezialbaukombinat Magdeburg (SBKM)                                                                        | Magdeburg                | 5.252                      | MfB                  | Baukombinat mit Spezialisierung auf Beton-Spezialkonstruktionen in Gleitbauweise wie beispielsweise Kühltürme und Siloanlagen sowie Säureschutzauskleidungen, Bauwerksabdichtungen, Fliesenarbeiten und Feuerungsbau. |
| VEB Spezialbaukombinat Wasserbau Weimar (SBKW)                                                                 | Weimar                   | 6.734                      | MfB                  | Baukombinat mit Spezialisierung auf den Wasserbau. Hierbei eingeschlossen waren Wasserbauprojekte an Flüssen, Kanälen und Talsperren sowie Bauvorhaben für den Küstenschutz. |
| VEB Kombinat Technische Gebäudeausrüstung Leipzig (TGA)                                                        | Leipzig                  | 16.892                     | MfB                  | Das Kombinat war unter anderem für die Lieferung von Bauelementen und Spezialmontagen von Heizungs-, lufttechnischen, Sanitär- und Elektroanlagen zuständig. |
| VEB Zementkombinat Dessau (ZEKOM)                                                                              | Dessau                   | 15.911                     | MfB                  | Herstellung von Zement sowie Mineralwolldämmstoffe, Gips und Branntkalk. Im Jahr 1989 betrug das Volumen der jährlichen Zementproduktion 12,2 Millionen Tonnen. |
| VEB Kombinat Zuschlagstoffe und Natursteine Dresden (KZN)                                                      | Dresden                  | 12.453                     | MfB                  | Abbau und Aufbereitung von Kies, Sand, Quarzsand, Schotter, Splitt, Schiefer und ähnlichen Produkten. |
| VEB Fischkombinat Rostock                                                                                      | Rostock                  | 5.693                      | MfBL                 | Hochseefischerei sowie Fischverarbeitung und -handel. |
| VEB Kombinat Holzhandel Berlin                                                                                 | Berlin                   | 2.334                      | MfBL                 | Großhandel von Holzwaren wie Rohholz und Holzhalbzeugen sowie standardisierten Fertigprodukten wie Kisten, Paletten, Särgen und Kabeltrommeln. Weiterhin wurde der Im- und Export von Holzprodukten abgewickelt. |
| VEB Kombinat Holzwerkstoffe, Beschläge und Maschinen Leipzig                                                   | Leipzig                  | 15.036                     | MfBL                 | Herstellung von Spanplatten, Beschlägen und weiteren Produkten insbesondere für die Möbelindustrie. Auch der Zündwarenhersteller VEB Zündwarenwerke Riesa gehörte zum Kombinat. |
| VEB Kombinat Musikinstrumente Markneukirchen/Klingenthal                                                       | Plauen                   | 20.995                     | MfBL                 | Herstellung von Musikinstrumenten wie Blas-, Streich-, Schlag- und Zupfinstrumenten sowie von Schmuck, Schreibgeräten, Koffern und Kunstblumen. |
| VEB Möbelkombinat Berlin                                                                                       | Berlin                   | 16.775                     | MfBL                 | Herstellung von Möbeln. Ab 1986 wurden Betriebe des aufgelösten Möbelkombinats Dessau angegliedert. |
| VE Möbelkombinat Dresden-Hellerau                                                                              | Dresden-Hellerau         | 20.499                     | MfBL                 | Herstellung von Möbeln. Im Jahr 1986 wurde das Polstermöbelkombinat Oelsa (Rabenau) aufgelöst und der Stammbetrieb an das Möbelkombinat Dresden-Hellerau angegliedert. Teile des ehemaligen Möbelkombinats Dessau wurden ab 1986 angegliedert. |
| VEB Möbelkombinat Ribnitz-Damgarten                                                                            | Ribnitz-Damgarten        | 5.506                      | MfBL                 | Herstellung von Möbeln. |
| VEB Möbelkombinat Zeulenroda                                                                                   | Zeulenroda               | 9.396                      | MfBL                 | Herstellung von Möbeln. |
| VEB Thüringer Möbelkombinat Suhl                                                                               | Suhl                     | 9.632                      | MfBL                 | Herstellung von Möbeln. |
| VEB Kombinat Nahrungsmittel und Kaffee Halle (NAKA)                                                            | Halle/Saale              | 8.684                      | MfBL                 | Herstellung von Nahrungs- und Genussmitteln wie Tütensuppen, Gewürz- und Backmischungen, Kaffee und Kaffeesurrogat, Kekse und weitere. |
| VEB Kombinat Öl und Margarine Magdeburg                                                                        | Magdeburg                | 5.159                      | MfBL                 | Herstellung von Speiseöl und Margarine sowie Hefe und Spiritus. Ein eigener Kombinatsbetrieb war für die Bereitstellung von Bleicherde verantwortlich. |
| VEB Kombinat Spielwaren Sonneberg                                                                              | Sonneberg                | 23.421                     | MfBL                 | Herstellung von Spielwaren wie Puppen, Plüschtiere, Modellbahnen und weitere. Im Jahr 1981 wurde der Betrieb VERO Olbernhau an das Sonneberger Kombinat angegliedert. |
| VEB Kombinat Spirituosen, Wein und Sekt Berlin                                                                 | Berlin                   | 5.785                      | MfBL                 | Herstellung von Spirituosen, Wein und Sekt. Zum Kombinat gehörten beispielsweise die Rotkäppchen Sektkellerei, Nordbrand Nordhausen und Bärensiegel Berlin. Zu bekannten Produkten gehörten Berliner Luft, Goldkrone, Nordhäuser Korn, Rotkäppchen Sekt und Zinnaer Klosterbruder. Neben alkoholischen Getränken wurde auch Senf produziert. |
| VEB Kombinat Sportgeräte „Germina“ Schmalkalden                                                                | Schmalkalden             | 7.635                      | MfBL                 | Herstellung von Sportgeräten. Neben Wintersportausrüstungen, Turngeräten und sonstiger individueller Sportausrüstung wurden auch Campingartikel, Kinderwagen und Koffer produziert. |
| VEB Kombinat Süßwaren Halle                                                                                    | Halle/Saale              | 8.429                      | MfBL                 | Herstellung von Süßwaren. Bis 1988 war Delitzsch Sitz des Kombinats. |
| VEB Kombinat Tabak Dresden                                                                                     | Dresden                  | 5.122                      | MfBL                 | Herstellung von Tabakprodukten wie beispielsweise Zigaretten der Marken Cabinet, f6 und Karo. Die Kombinatsverwaltung wurde 1982 von Berlin nach Dresden verlegt. |
| VEB Kombinat Agrochemie Piesteritz (ACK)                                                                       | Piesteritz               | 18.606                     | MfC                  | Herstellung von agrochemischen Produkten wie Stickstoffdünger sowie Waschmittel. |
| VEB Chemieanlagenbaukombinat Leipzig-Grimma (CLG)                                                              | Leipzig-Grimma           | 32.649                     | MfC                  | Entwicklung, Projektierung und Errichtung von Chemieanlagen. Es wurden Anlagen für die Kohle-, Erdgas- und Erdölverarbeitung, Anlagen für die Gummi- und Plastverarbeitung, Tankanlagen, Luftzerlegungsanlagen, Sodaanlagen und Anlagen für die Zuckerindustrie sowie eine Vielzahl von Einzelaggregaten gebaut. |
| VEB Chemiefaserkombinat „Wilhelm Pieck“ Schwarza (CFK)                                                         | Schwarza                 | 28.174                     | MfC                  | Herstellung von Kunstfasern. Unter anderem wurden Fasern unter den Handelsnamen Dederon und Grisuten hergestellt. |
| VEB Chemiekombinat Bitterfeld (CKB)                                                                            | Bitterfeld               | 27.783                     | MfC                  | Herstellung einer breiten Palette chemischer Erzeugnisse. |
| VEB Chemische Werke Buna                                                                                       | Schkopau                 | 26.910                     | MfC                  | Herstellung von „Plaste und Elaste“. |
| VEB Fotochemisches Kombinat Wolfen (FCK)                                                                       | Wolfen                   | 20.390                     | MfC                  | Herstellung von Fotochemie. Das Kombinat bot seine Filme unter der Marke ORWO an und vertrieb weiterhin Fotopapier und Magnetband. Das Kombinat ging aus der VVB Chemiefaser und Fotochemie hervor, aus dem auch das Chemiefaserkombinat entstand. |
| VEB Kosmetik-Kombinat Berlin                                                                                   | Berlin                   | 8.002                      | MfC                  | Herstellung von Kosmetik-Produkten. Auch Zahnpasta, Riech- und Geschmacksstoffe, Deodorant und Parfüm wurden produziert. |
| VEB Kombinat Lacke und Farben Berlin (Lacufa)                                                                  | Berlin                   | 7.440                      | MfC                  | Herstellung von Lacken und Farben. Zu den hergestellten Produkten zählten Baufarben, Korrosionsschutzanstriche, Schiffsfarben, Straßenmarkierungen und Druckfarben sowie Automobil-, Industrie-, Möbel- und Elektroisolierlacke. |
| VEB Leuna-Werke „Walter Ulbricht“                                                                              | Leuna                    | 29.543                     | MfC                  | Herstellung von petrochemischen Erzeugnissen und weiteren chemischen Produkten. |
| VEB Kombinat Minol Berlin                                                                                      | Berlin                   | 9.477                      | MfC                  | Betrieb von Tankstellen. |
| VEB Petrolchemisches Kombinat Schwedt (PCK)                                                                    | Schwedt                  | 27.722                     | MfC                  | Herstellung von petrochemischen Erzeugnissen. Neben Raffinerieprodukten wurden weiter veredelte Produkte wie Reinigungsmittel (Wittol) und Produkte der Kohlechemie hergestellt. |
| VEB Pharmazeutisches Kombinat GERMED Dresden                                                                   | Radebeul                 | 16.335                     | MfC                  | Herstellung von Arzneimitteln und Produkten der Feinchemie. Während das Kombinat den Hauptteil der Arzneimittelproduktion der DDR auf sich vereinigte, wurden Human-Impfstoffe vor allem im Sächsischen Serumwerk hergestellt, das dem Rat des Bezirks Dresden unterstand. |
| VEB Kombinat Plast- und Elastverarbeitung Berlin                                                               | Berlin                   | 27.106                     | MfC                  | Herstellung einer Palette von Plast- und Elastprodukten für Industrie und Konsum. |
| VEB Reifenkombinat Fürstenwalde                                                                                | Fürstenwalde             | 11.526                     | MfC                  | Herstellung von Reifen für Autos, Lastkraftwagen und Zweiräder. Produkte des Kombinats wurden unter der Marke Pneumant vertrieben. Hierzu zählten nicht nur Neureifen, sondern in großem Maße auch runderneuerte Pneus. |
| VEB Kombinat Synthesewerk Schwarzheide (SYS)                                                                   | Schwarzheide             | 12.018                     | MfC                  | Herstellung von Polyurethanen, Sprengstoff und weiterer chemischer Produkte. Im Spektrum der Sprengstoff-Produktion wurden auch Zündschnüre, Sportmunition und Pyrotechnik hergestellt. Unter den hergestellten Rüstungsgütern waren unter anderem auch SM-70 Selbstschussanlagen für die Grenzsicherung. |
| VEB Kombinat Automatisierungsanlagenbau Berlin (KAAB)                                                          | Berlin                   | 48.807                     | MfEE                 | Unter anderem Entwicklung von Maschinensteuerungen und Automatisierungssystemen sowie Herstellung elektrotechnischer Produkte. Es wurden auch Betriebsmesstechnik, Eisenbahnsicherungstechnik und Verkehrssteuerungen, Schaltgeräte, Schaltkästen, Transformatoren sowie Röntgen- und Medizintechnik hergestellt. |
| VEB Kombinat Carl Zeiss Jena                                                                                   | Jena                     | 54.217                     | MfEE                 | Herstellung verschiedener Produkte der optischen Industrie. Der VEB Kombinat Pentacon wurde 1985 dem Kombinat Carl Zeiss Jena angegliedert. |
| Kombinat VEB Elektro-Apparate-Werke Berlin-Treptow (EAW)                                                       | Berlin-Treptow           | 30.026                     | MfEE                 | Herstellung von elektrischen Bauelementen und Konsumelektronik. Stammbetrieb waren die Elektro-Apparate-Werke Berlin-Treptow „Friedrich Ebert“. |
| Kombinat VEB Elektrogerätewerk Suhl                                                                            | Suhl                     | 10.047                     | MfEE                 | Herstellung von Haushalts- und Elektrogeräten. |
| VEB Kombinat Elektromaschinenbau Dresden (KEM)                                                                 | Dresden                  | 22.863                     | MfEE                 | Herstellung von Elektromotoren, Generatoren und weiteren Elektromaschinen. Die Betriebe des Kombinat nutzten die Marke VEM. |
| Kombinat VEB Elektronische Bauelemente Teltow (KEBT)                                                           | Teltow                   | 27.077                     | MfEE                 | Herstellung von elektrischen Bauelementen wie Widerständen, Kondensatoren, Kontaktbauelementen, Leiterplatten und Filtern. |
| VEB Kombinat Fahrzeugelektrik Ruhla (FER)                                                                      | Eisenach                 | 11.571                     | MfEE                 | Herstellung von elektrischen Komponenten für die Automobilindustrie wie beispielsweise Scheinwerfer, Lichtmaschinen, Zündaggregate und Schalter. Im Jahr 1978 wurde das Kombinat Galvanische Elemente Zwickau angegliedert. Dieses war einer der wichtigsten Produzenten von Akkumulatoren. |
| Kombinat VEB Kabelwerk Oberspree „Wilhelm Pieck“ Berlin (KWO)                                                  | Berlin                   | 15.353                     | MfEE                 | Herstellung von elektrischen Kabeln und Leitungen. |
| Kombinat VEB Keramische Werke Hermsdorf (KWH)                                                                  | Hermsdorf/Thür.          | 22.274                     | MfEE                 | Herstellung von industriellen Erzeugnissen aus keramischen Werkstoffen. Zu den Produkten des Kombinats zählten maßgeblich Keramik-Überspannungsableiter und Isolatoren, Ferritkerne und Elektronikbauteile. Als Nachfolgeunternehmen besteht weiterhin das Unternehmen Tridelta. |
| VEB Kombinat Lokomotivbau Elektrotechnische Werke „Hans Beimler“ Hennigsdorf (LEW)                             | Hennigsdorf              | 13.886                     | MfEE                 | Herstellung von Elektrolokomotiven. Weit verbreitet waren insbesondere die Baureihen 250 und 243. Im Rahmen von RGW-Spezialisierungen wurden schwere Diesellokomotiven in den späteren Jahren der DDR nicht mehr inländisch produziert, sondern hauptsächlich aus Rumänien eingeführt. |
| VEB Kombinat Mikroelektronik Erfurt (KME)                                                                      | Erfurt                   | 55.943                     | MfEE                 | Herstellung von mikroelektronischen Bauelementen und Computern. |
| VEB Kombinat Nachrichtenelektronik Berlin                                                                      | Berlin                   | 34.360                     | MfEE                 | Herstellung von industrieller Nachrichtenelektronik. Die Kombinatsverwaltung wurde 1987 von Leipzig nach Berlin verlegt. |
| Kombinat VEB NARVA „Rosa Luxemburg“ Berlin                                                                     | Berlin                   | 13.441                     | MfEE                 | Herstellung von Leuchtmitteln. |
| VEB Kombinat Robotron Dresden                                                                                  | Dresden                  | 66.140                     | MfEE                 | Herstellung von Computern, Schreibmaschinen und weitere Konsumelektronik. |
| VEB Kombinat Rundfunk- und Fernsehtechnik Staßfurt (RFT)                                                       | Staßfurt                 | 22.087                     | MfEE                 | Herstellung von Radios, Fernsehern und weiterer Konsumelektronik. Das Kombinat Rundfunk- und Fernsehtechnik war eines der Kombinate im Warenzeichenverband RFT. |
| VEB Bandstahlkombinat „Hermann Matern“ Eisenhüttenstadt (BKE)                                                  | Eisenhüttenstadt         | 19.047                     | MfEMK                | Herstellung von Bandstahl sowie Stab- und Profilstahl. Stammbetrieb war das Eisenhüttenkombinat Ost (EKO). Dem Kombinat gehörten diverse Walzwerke an. Aufgrund mangelnder Kapazitäten zum Warmwalzen, musste ein großer Teil des erzeugten Stahls aber im Ausland lohngewalzt werden. |
| VEB Bergbau- und Hüttenkombinat „Albert Funk“ Freiberg (BHKF)                                                  | Freiberg                 | 7.888                      | MfEMK                | Gewinnung und Verarbeitung von Bunt- und Edelmetallrohstoffen. Hierzu zählten Blei, Zinn, Nickel, Silber und Zink. |
| VEB Kombinat Kali Sondershausen                                                                                | Sondershausen            | 31.431                     | MfEMK                | Gewinnung von Kalisalz, Steinsalz sowie Fluss- und Schwerspat. Durch das Kombinat Kali war die DDR einer der weltweit größten Produzenten von Kalidünger. Das Kombinat fertigte darüber hinaus Bergwerksmaschinen für den Eigenbedarf sowie weitere Montanbetriebe. |
| VEB Mansfeldkombinat „Wilhelm Pieck“ Eisleben (MKWP)                                                           | Eisleben                 | 10.892                     | MfEMK                | Gewinnung und Verarbeitung von Kupfer, Silber sowie anderen NE-Metallen aus Kupferschiefer. Die Kupfergewinnung aus Kupferschiefer war höchst ineffizient, wurde aber zur Verringerung der Importabhängigkeit aufrechterhalten. |
| VEB Kombinat Metallaufbereitung Halle (MAB)                                                                    | Halle/Saale              | 4.686                      | MfEMK                | Aufbereitung metallischer Sekundärrohstoffe. Es wurden Schrottaufbereitungsanlagen betrieben, Elektromotoren und Kabel aufbereitet, hochlegierte Stahlschrotte sortiert, Hartmetallschrotte aufbereitet und Silber aus alten Filmen und Fixierbädern zurückgewonnen. |
| VEB Qualitäts- und Edelstahlkombinat Brandenburg (QEK)                                                         | Brandenburg an der Havel | 32.847                     | MfEMK                | Stahlerzeugung. Obwohl das Kombinat auf die Edelstahl-Produktion spezialisiert war, wurde der VEB Edelstahlwerk „8. Mai 1945“ Freital als einer der größten edelstahlerzeugenden Betriebe bereits 1973 dem Rohrkombinat zugeordnet. Auch Ferrolegierungen und Feuerfest-Werkstoffe wurden im Kombinat hergestellt. |
| VEB Rohrkombinat Riesa (ROK)                                                                                   | Riesa                    | 28.543                     | MfEMK                | Herstellung von Stahlrohren sowie Feuerfest-Werkstoffen und gegossenen Zylindern. Der Riesaer Stammbetrieb war mit Stand vom Ende 1988 der größte Einzelbetrieb innerhalb der Stahlindustrie der DDR. |
| VEB Kombinat Zentraler Industrieanlagenbau der Metallurgie Berlin (ZIM)                                        | Berlin                   | 2.770                      | MfEMK                | Herstellung von Industrierobotern und Automatisierungstechnik und Entwicklung von Anlagen. Ein Großteil des Umsatzes wurde allerdings mit technologisch einfacheren Produkten wie Schmiedeteilen, Fittings und Feuerfestmaterialien erwirtschaftet. |
| VEB Kombinat Erdöl-Erdgas Gommern                                                                              | Gommern                  | 6.338                      | MfGeo                | Erkundung und Ausbeutung von Erdöl- und Erdgasvorkommen. Dies umfasste beispielsweise das Erdgasfeld in der Altmark sowie die Erdölfelder bei Reinkenhagen und auf der Insel Usedom. |
| VEB Kombinat Geologische Forschung und Erkundung Halle (GFE)                                                   | Halle/Saale              | 6.888                      | MfGeo                | Das Kombinat erbrachte Leistungen wie beispielsweise bohrtechnische Leistungen und Untersuchungsarbeiten zum Zwecke der Rohstofferkundung. Dabei nahm die Suche nach Erzen und Braunkohle, aber auch Grundwasser, eine wichtige Rolle ein. |
| VEB Kombinat Geophysik Leipzig                                                                                 | Leipzig                  | 2.638                      | MfGeo                | Das Kombinat erbrachte Leistungen auf dem Gebiet der angewandten Geophysik und betätigte sich auf den Gebieten der Seismik, der Bohrlochmessungen und der Ingenieurgeophysik. Zweck war die Rohstofferkundung und Suche nach Lagerstätten von Öl, Gas, Braunkohle und Erzen. |
| VEB Kombinat Feinkeramik Kahla                                                                                 | Kahla                    | 17.057                     | MfGK                 | Herstellung von Gebrauchskeramik für den Konsum. Das Silikatrohstoff-Kombinat mit Stammbetrieb in Kemmlitz beendete 1984 seine Tätigkeit. Der VEB Kaolin- und Tonwerke Kemmlitz wurde in der Folge dem Kombinat Feinkeramik unterstellt. |
| VEB Flachglaskombinat Torgau                                                                                   | Torgau                   | 8.305                      | MfGK                 | Herstellung von Flachglas. 1987 wurde der VEB Glasseidenwerk Oschatz – ehemals Stammbetrieb des Kombinat Glasseide Oschatz – an das Flachglaskombinat angegliedert. Das Flachglaskombinat war in viele einzelne Betriebe unterteilt, die dem Kombinat unterstellt waren, so zum Beispiel dem VEB Thermoglas Maltitz oder dem Glaswerk Wilsdruff. |
| VEB Kombinat Lausitzer Glas Weißwasser (KLG)                                                                   | Weißwasser               | 18.329                     | MfGK                 | Herstellung von Trinkgläsern und weiterem Gebrauchsglas sowie Beleuchtungsglas und Fernsehkolben. Das Kombinat erzeugte zu Beginn der 1980er Jahre rund 54 % der, in der DDR hergestellten, Glaserzeugnisse. |
| VEB Staatliche Porzellan-Manufaktur Meissen                                                                    | Meißen                   | 1.637                      | MfGK                 | Herstellung von Porzellanwaren. Die Porzellan-Manufaktur bestand nur aus einem Betrieb, der direkt dem Ministerium unterstand. In der Literatur wird der Betrieb zusammen mit anderen Kombinaten im Zuständigkeitsbereich des Ministeriums aufgeführt, auch wenn der Status eines Kombinats nicht aus dem Namen der Manufaktur hervorgeht. |
| VEB Kombinat Technisches Glas Ilmenau (KTGI)                                                                   | Ilmenau                  | 12.805                     | MfGK                 | Herstellung von technischem Glas für Laborgeräte, Thermometer und Barometer. |
| VEB Thuringia Sonneberg Kombinat für Glas- und Keramikmaschinenbau                                             | Sonneberg                | 2.359                      | MfGK                 | Entwicklung und Herstellung von Maschinen für die Glas- und Keramikindustrie. |
| VE Kombinat Sekundärrohstofferfassung Berlin (SERO)                                                            | Berlin                   | 10.152                     | MfGK                 | Annahme von Sekundärrohstoffen und deren Weiterverteilung. Hierzu zählten Altpapier, Plaste, Altglas und Alttextilien. Erfasste Altmetalle wurden zur Aufbereitung an das Kombinat Metallaufbereitung weitergeleitet. Das Kombinat unterstand zu Beginn dem Ministerium für Materialwirtschaft und ab 1987 dem Ministerium für Glas- und Keramikindustrie. |
| VEB Kombinat Verpackung Leipzig                                                                                | Leipzig                  | 12.775                     | MfGK                 | Herstellung von Verpackungen aus Papier, Wellpappe, Kunststoff und Metall. Weiterhin wurden Spezialprodukte wie Pappteller, Filmlochkarten und Hitzeschutzfolie produziert. |
| VEB Kombinat Zellstoff und Papier Heidenau                                                                     | Heidenau                 | 30.660                     | MfGK                 | Herstellung von Zellstoff, Papier, Karton und Pappe. |
| VEB Kombinat Handelstechnik Berlin                                                                             | Berlin                   | –                          | MfHV                 | Herstellung von Ladeneinrichtungen, Registrierkassen, Getränkeautomaten und weiteren Produkten. |
| VE Kombinat Anlagenbau Braunkohle Regis (KABB)                                                                 | Regis                    | 8.225                      | MfKE                 | Bau von Bandanlagentechnik sowie Reparatur, Instandsetzung und Instandhaltung von Anlagen und Geräten der Tagebaue, Brikettfabriken und Kraftwerke. |
| VEB Braunkohlenkombinat Senftenberg                                                                            | Brieske                  | 52.894                     | MfKE                 | Die Braunkohlenwerke innerhalb des Kombinats betätigten sich im Braunkohlebergbau im Lausitzer Braunkohlerevier in den Bezirken Cottbus und Dresden. |
| VEB Braunkohlenkombinat Bitterfeld                                                                             | Bitterfeld               | 50.225                     | MfKE                 | Die Braunkohlenwerke innerhalb des Kombinats betätigten sich im Braunkohlebergbau im Mitteldeutschen Braunkohlerevier in den Bezirken Halle und Leipzig. |
| VE Kombinat Braunkohlekraftwerke Jänschwalde (KBK)                                                             | Peitz                    | 26.658                     | MfKE                 | Betrieb des Hauptteils der Braunkohlekraftwerke der DDR sowie von Pumpspeicherwerken zur Spitzenlast-Abdeckung. Das Kombinat verwaltete rund zwei Drittel der installierten Kraftwerksleistung des Landes. |
| VEB Energiekombinat Berlin                                                                                     | Berlin                   | 8.607                      | MfKE                 | siehe auch: Energiekombinat |
| VEB Energiekombinat Cottbus                                                                                    | Cottbus                  | 3.314                      | MfKE                 | siehe auch: Energiekombinat |
| VEB Energiekombinat Dresden                                                                                    | Dresden                  | 5.978                      | MfKE                 | siehe auch: Energiekombinat |
| VEB Energiekombinat Erfurt                                                                                     | Erfurt                   | 5.450                      | MfKE                 | siehe auch: Energiekombinat |
| VEB Energiekombinat Frankfurt/Oder                                                                             | Frankfurt (Oder)         | 3.174                      | MfKE                 | siehe auch: Energiekombinat |
| VEB Energiekombinat Gera                                                                                       | Jena                     | 2.895                      | MfKE                 | siehe auch: Energiekombinat |
| VEB Energiekombinat Halle                                                                                      | Halle/Saale              | 6.261                      | MfKE                 | siehe auch: Energiekombinat |
| VEB Energiekombinat Karl-Marx-Stadt                                                                            | Karl-Marx-Stadt          | 6.616                      | MfKE                 | siehe auch: Energiekombinat |
| VEB Energiekombinat Leipzig                                                                                    | Markkleeberg             | 5.100                      | MfKE                 | siehe auch: Energiekombinat |
| VEB Energiekombinat Magdeburg                                                                                  | Magdeburg                | 4.870                      | MfKE                 | siehe auch: Energiekombinat |
| VEB Energiekombinat Neubrandenburg                                                                             | Neubrandenburg           | 2.481                      | MfKE                 | siehe auch: Energiekombinat |
| VEB Energiekombinat Potsdam                                                                                    | Potsdam                  | 4.686                      | MfKE                 | siehe auch: Energiekombinat |
| VEB Energiekombinat Rostock                                                                                    | Rostock                  | 3.712                      | MfKE                 | siehe auch: Energiekombinat |
| VEB Energiekombinat Schwerin                                                                                   | Schwerin                 | 2.142                      | MfKE                 | siehe auch: Energiekombinat |
| VEB Energiekombinat Suhl                                                                                       | Meiningen                | 2.330                      | MfKE                 | siehe auch: Energiekombinat |
| VEB Kombinat Gasanlagen Mittenwalde                                                                            | Mittenwalde              | –                          | MfKE                 | Ferngasleitungsbau und Bau von sonstigen Gasinfrastrukturanlagen wie Untergrundspeichern. |
| VEB Gaskombinat „Fritz Selbmann“ Schwarze Pumpe (GSP)                                                          | Schwarze Pumpe           | 32.951                     | MfKE                 | Braunkohlenverarbeitung und -veredelung zu Briketts, Koks und Stadtgas. In Ermangelung anderer heimischer Energierohstoff-Vorkommen kam der Braunkohle die bei weitem wichtigste Stellung im Energiemix der DDR zu. Während beispielsweise importiertes Erdgas insbesondere in der Industrie Anwendung fand, wurden Privathaushalte – mit Ausnahme von Ostberlin – vornehmlich mit Stadtgas auf Kohlebasis versorgt, das vor allem am Standort Schwarze Pumpe erzeugt wurde (Anteil von rund 83 % an der republikweiten Erzeugung). |
| VE Kombinat Kernkraftwerke „Bruno Leuschner“ Greifswald                                                        | Greifswald               | 7.842                      | MfKE                 | Betrieb der Kernkraftwerke Greifswald (Lubmin) und Rheinsberg. Das projektierte und nie in Betrieb genommene Kernkraftwerk Stendal wurde durch das Kombinat in Auftrag gegeben. Das Endlager Morsleben unterstand dem Kombinat. |
| VEB Kombinat Kraftwerksanlagenbau Berlin (KAB)                                                                 | Berlin                   | 39.742                     | MfKE                 | Planung und Projektierung von Großkraftwerken sowie Herstellung von Kraftwerkskomponenten und Teilanlagen. |
| VE Kombinat Verbundnetze Energie Berlin (KVE)                                                                  | Berlin                   | 6.562                      | MfKE                 | Betrieb der Übertragungsnetze. |
| VEB Kombinat Baumwolle Karl-Marx-Stadt                                                                         | Karl-Marx-Stadt          | 50.758                     | MfL                  | Herstellung von Kleidung sowie weiteren textilen End- und Halbfabrikaten. |
| VEB Kombinat Deko Plauen                                                                                       | Plauen                   | 34.440                     | MfL                  | Herstellung von Gardinen und Tüllen, Dekostoffen, Möbelstoffen und Plüschen, textilem Fußbodenbelag, Stickereierzeugnissen und Spitzen sowie weiteren ähnlichen Erzeugnissen. |
| VEB Kombinat Kunstleder und Pelzverarbeitung Leipzig                                                           | Leipzig                  | 8.601                      | MfL                  | Herstellung von Kunstleder, PVC-Weichfolie, Fußbodenbelag, Leder und Rauchwaren. |
| VEB Kombinat Lederwaren Schwerin                                                                               | Schwerin                 | 11.115                     | MfL                  | Herstellung von Ledertaschen, Handschuhen und sonstigen Lederwaren. |
| VEB Kombinat Oberbekleidung Berlin                                                                             | Berlin                   | 15.958                     | MfL                  | Herstellung von Oberbekleidung. |
| VEB Kombinat Oberbekleidung Erfurt                                                                             | Erfurt                   | 18.980                     | MfL                  | Herstellung von Oberbekleidung. |
| VEB Kombinat Oberbekleidung Lößnitz                                                                            | Lößnitz                  | 18.453                     | MfL                  | Herstellung von Oberbekleidung. |
| VEB Kombinat Schuhe Weißenfels                                                                                 | Weißenfels               | 43.170                     | MfL                  | Herstellung von Straßen-, Haus-, Arbeits- und Sportschuhen. |
| VEB Kombinat Solidor Heiligenstadt                                                                             | Heiligenstadt            | 6.801                      | MfL                  | Herstellung von Metallwaren wie Nadeln, Klemmen, Reißzwecken, Reißverschlüssen, Druckknöpfen sowie Regenschirmen, Schlüsselanhängern und vielen weiteren Produkten. |
| VEB Strumpfkombinat „Esda“ Thalheim                                                                            | Thalheim                 | 15.676                     | MfL                  | Herstellung von Strümpfen und Strumpfhosen. |
| VEB Kombinat Technische Textilien Karl-Marx-Stadt                                                              | Karl-Marx-Stadt          | 22.084                     | MfL                  | Herstellung technischer Textilien wie technische Riemen und Gurte, Förderbänder, Leinen, Faden und Schnüre sowie weitere Produkte. Durch die Produktion von Geschützbespannungen und Geweben für Kampfanzüge war das Kombinat auch Rüstungsproduzent. |
| VEB Textilkombinat Cottbus (TKC)                                                                               | Cottbus                  | 19.628                     | MfL                  | Herstellung von Oberbekleidung, Hüten, flächigen Textilien und einer Palette spezieller Textilerzeugnisse wie Rettungsanzügen und Sportfallschirmen. |
| VEB Kombinat Trikotagen Karl-Marx-Stadt                                                                        | Karl-Marx-Stadt          | 50.436                     | MfL                  | Herstellung von Trikotagen. Neben Ober- und Unterwäsche wurde Kindermode hergestellt. |
| VEB Kombinat Wolle und Seide Meerane                                                                           | Meerane                  | 37.127                     | MfL                  | Herstellung von Geweben und Gestricken sowie Färben, Veredeln und Ausrüsten von Garnen und Zwirnen, Geweben, Gewirken und Gestricken. |
| VE Kombinat Aufbereitung tierischer Rohstoffe und Pelztierproduktion Leipzig                                   | Leipzig                  | –                          | MfLFN                | Aufkauf tierischer Rohstoffe von Schlacht- und Verarbeitungsbetrieben und deren Aufbereitung. |
| VEB Ausrüstungskombinat für Rinder- und Schweineanlagen Nauen (AKN)                                            | Nauen                    | –                          | MfLFN                | Herstellung von Fütterungstechnik, Futteraufbereitungstechnik, Silos und weitere Ausrüstungen für die Rinder- und Schweineproduktion. |
| VEB Kombinat Forsttechnik Waren                                                                                | Waren                    | –                          | MfLFN                | Herstellung von Ausrüstungen für die Forstwirtschaft wie Forstschlepper zum Holzrücken. |
| VEB Kombinat für Gartenbautechnik Berlin (KGT)                                                                 | Berlin                   | –                          | MfLFN                | Herstellung von Folienhäusern und -zelten, Kleintraktoren und sonstigen Produkten zur Gartenbau-Mechanisierung. |
| VE Kombinat Industrielle Tierproduktion Berlin                                                                 | Berlin                   | 9.800                      | MfLFN                | Industrielle Tierproduktion sowie Herstellung von Ausrüstungen für diese. Das Kombinat war unter anderem übergeordnetes Organ für die Kombinate Industrielle Mast und weitere Betriebe. Für den Verzehr wurden Schweine, Rinder, Hühner, Enten, Puten und Gänse bereitgestellt. Weiterhin wurden Hühnereier produziert. |
| VE Kombinat Kühl- und Lagerwirtschaft Berlin                                                                   | Berlin                   | –                          | MfLFN                | Betrieb von Kühlhäusern sowie Großhandel von Gefrierkonserven und Eiskrem, Produktion von Eiskrem, Gefriervollei, Eipulver, gefriergetrockneten Erzeugnissen und Blockeis, Lagerung und Abfüllung von Bienenhonig sowie darüber hinaus die Bereitstellung von gekühlten Lagerkapazitäten sowie von Schnellgefrierkapazitäten für andere Volkswirtschaftszweige. |
| VEB Kombinat Landtechnische Instandsetzung Berlin                                                              | Berlin                   | 4.600                      | MfLFN                | Instandsetzung von landwirtschaftlichen Geräten und Maschinen. |
| VE Kombinat Pflanzenzüchtung und Saatgutwirtschaft Quedlinburg                                                 | Quedlinburg              | 8.700                      | MfLFN                | Saatgut- und Pflanzenproduktion. |
| VEB Kombinat Rationalisierungsmittelbau und materiell technische Versorgung der Nahrungsgüterwirtschaft Berlin | Berlin                   | –                          | MfLFN                | Rationalisierungsmittelbau mit Fokus auf der Nahrungsgüterwirtschaft. |
| VEB Schlacht- und Verarbeitungskombinat Eberswalde/Britz (SVKE)                                                | Britz                    | 3.000                      | MfLFN                | Das Kombinat betätigte sich in der Schweine- und Rinderschlachtung und -verarbeitung und wurde großteils durch den VEB Schweinezucht und -mast Eberswalde und den VEB Rindermast Ferdinandshof beliefert. Der Betrieb wurde 1977 aufgenommen. |
| VE Kombinat Stärke und Kartoffelveredelung Halle                                                               | Halle/Saale              | –                          | MfLFN                | Herstellung von Kartoffelprodukten, Stärke und weiteren Produkten. Die Betriebe des Kombinats waren vor Gründung des Kombinats in der VVB Zucker- und Stärkeindustrie Halle mit den Betrieben des späteren Kombinats Zucker zusammengefasst. Die Stärke wurde neben dem Einsatz in Lebensmitteln beispielsweise auch in der Papierindustrie genutzt. |
| VE Kombinat Tierzucht Paretz                                                                                   | Paretz                   | 17.500 (+ 3.700 Lehrlinge) | MfLFN                | Das Kombinat betätigte sich in der Tierzucht wie beispielsweise der Pferdezucht, der Rinderzucht, der Schweinezucht und der Schafzucht. Das Kombinat betrieb weiterhin auch die Pferderennbahnen der DDR. |
| VEB Kombinat Veterinärimpfstoffe Dessau (KOVID)                                                                | Dessau                   | > 3.200                    | MfLFN                | Entwicklung und Herstellung von Veterinärimpfstoffen. Neben dem Sächsischen Serumwerk – das keinem Kombinat, sondern dem Rat des Bezirks Dresden unterstand – war das Kombinat ein Hauptproduzent von Impfstoffen für den veterinären Einsatz. |
| VE Kombinat Zucker Halle                                                                                       | Halle/Saale              | –                          | MfLFN                | Herstellung von Zucker. Die Betriebe des Kombinats waren vor Gründung des Kombinats in der VVB Zucker- und Stärkeindustrie Halle mit den Betrieben des späteren Kombinats Stärke und Kartoffelveredelung zusammengefasst. |
| Kombinat Fernmeldebau der Deutschen Post                                                                       | Berlin                   | –                          | MfPF                 | Fernmeldebau. |
| VEB Magdeburger Armaturenwerke „Karl Marx“, Armaturenkombinat (MAW)                                            | Magdeburg                | 17.671                     | MfSAB                | Herstellung von Armaturen wie Ventilen, Schiebern und Hähnen für den Einsatz in der Industrie, der Energiewirtschaft und in Haushaltsanwendungen. |
| VEB Kombinat Baukema Leipzig (Baukema)                                                                         | Leipzig                  | 12.661                     | MfSAB                | Herstellung von Baumaschinen wie Asphaltfertigern, Baggern, Gradern und Walzen sowie weiteren Maschinen und kompletten Anlagen. Das ehemals eigenständige Kombinat VEB Kombinat Gießereianlagenbau und Gußerzeugnisse Leipzig (GISAG) wurde 1987 zu großen Teilen in das Kombinat Baukema eingegliedert. |
| VEB Kombinat Getriebe und Kupplungen Magdeburg (GuK)                                                           | Magdeburg                | 5.532                      | MfSAB                | Herstellung von Getrieben und Kupplungen. Die Erzeugnisse der Kombinatsbetriebe wurden unter der Marke ASUG vermarktet und unter anderem im Schiffs-, Eisenbahn- und Kranbau eingesetzt. |
| VEB Kombinat ILKA Luft- und Kältetechnik Dresden                                                               | Dresden                  | 17.195                     | MfSAB                | Herstellung von Lüftungs- und Klimatechnik, Kältetechnik und Entstaubungstechnik für den Einsatz in der Industrie und der Gebäudetechnik. Kälteanlagen des Kombinats wurden beispielsweise in Kühlhäusern und auf Fabrikschiffen eingesetzt. Klimakammern aus der Produktion des Kombinats waren auf dem Gebiet der sozialistischen Staaten verbreitet und wurden zur Materialprüfung und als Wachstumskammern in der Landwirtschaftsforschung eingesetzt.                                                                          |
| VEB Kombinat ORSTA-Hydraulik Leipzig                                                                           | Leipzig                  | 13.681                     | MfSAB                | Herstellung von Hydraulikerzeugnissen wie hydraulischen Steuer- und Antriebsaggregaten sowie Hydraulik- und Motorenölfiltern und Pneumatikventilen. |
| VEB Kombinat Pumpen und Verdichter Halle (KPV)                                                                 | Halle/Saale              | 10.126                     | MfSAB                | Herstellung von Pumpen und Verdichtern für die Wasserwirtschaft, die Energietechnik, die chemische Industrie sowie die Ölindustrie. |
| VEB Schwermaschinenbau-Kombinat „Ernst Thälmann“ Magdeburg (SKET)                                              | Magdeburg                | 28.967                     | MfSAB                | Herstellung von Maschinen und Großanlagen wie Walzwerkstechnik, Verseilmaschinen, Entstaubungstechnik, Maschinen für die Speiseölherstellung und Zementanlagen. |
| VEB Schwermaschinenbaukombinat „Karl Liebknecht“ Magdeburg (SKL)                                               | Magdeburg                | 15.236                     | MfSAB                | Herstellung von Dieselmotoren und Chemieanlagen wie Separatoren, Wärmetauschern, Waschtürmen und Reaktoren. Die Dieselmotoren des Kombinats wurden als Antrieb auf Schiffen sowie als Generatorenaggregat auf Land eingesetzt. |
| VEB Schwermaschinenbaukombinat TAKRAF Leipzig                                                                  | Leipzig                  | 37.847                     | MfSAB                | Herstellung von Tagebau-Ausrüstungen, verschiedene Arten von Kranen, Hebezeugen und Förderanlagen. Der Rüstungsbetrieb RWN Neubrandenburg war Teil des Kombinats und setzte Panzerfahrzeuge der NVA und anderer Staaten instand. |
| VEB Kombinat Schienenfahrzeugbau Berlin                                                                        | Berlin                   | 24.420                     | MfSAB                | Herstellung von Waggons wie Reisezugwagen, Güterwagen und Kühlwagen. Der Bau von Lokomotiven war dagegen im Kombinat Lokomotivbau Elektrotechnische Werke konzentriert. |
| VEB Kombinat Schiffbau Rostock (KSR)                                                                           | Rostock                  | 55.554                     | MfSAB                | Bau von See- und Binnenschiffen sowie Herstellung von Schiffsausrüstungen. Insbesondere bei der Produktion von Fischereifahrzeugen nahm der Schiffbau der DDR weltweit eine führende Rolle ein. |
| VEB Kombinat Wassertechnik und Projektierung Wasserwirtschaft Halle (KWP)                                      | Halle/Saale              | 1.750                      | MfUW                 | Herstellung von Anlagen zur Wasserversorgung und Abwasserbehandlung sowie Projektierung von Anlagen. |
| VE Kombinat Binnenschiffahrt und Wasserstraßen Berlin (KBW)                                                    | Berlin                   | –                          | MfV                  | Das Kombinat diente der Verwaltung und Unterhaltung der Binnenwasserstraßen, dem Betrieb der Binnenhäfen und der Durchführung des Frachtverkehrs auf den Binnenwasserwegen. Weiterhin wurden Reparaturwerften unterhalten. |
| VEB Kombinat Deutrans Berlin                                                                                   | Berlin                   | –                          | MfV                  | Spedition und Transport. |
| VEB Kombinat Seeverkehr und Hafenwirtschaft Rostock (KSH)                                                      | Rostock                  | –                          | MfV                  | Das Kombinat betrieb die Seehäfen der Republik, so die in Rostock, Stralsund und Wismar und betrieb die staatliche Seeschifffahrt. Weiterhin wurden Dienstleistungen der Schiffsversorgung, Lotsen-, Bergungs-, Seeschlepp-, Nassbaggerei- und Eisbrecherdienste angeboten. |
| VE Kombinat Maschinenbauhandel Berlin                                                                          | Berlin                   | 8.828                      | MfWV                 | Großhandel von Maschinenbau- und Elektrotechnikerzeugnissen. Das Kombinat wurde auf Weisung des Ministers für Materialwirtschaft gegründet und 1987 dem Ministerium für Werkzeug- und Verarbeitungsmaschinenbau unterstellt. |
| VEB Kombinat Polygraph „Werner Lamberz“ Leipzig                                                                | Leipzig                  | 15.550                     | MfWV                 | Herstellung von Druck- und Buchbindereimaschinen wie Offsetdruckmaschinen, Schneidemaschinen, Falzmaschinen und Sammelheftern. |
| VEB Kombinat Textima Karl-Marx-Stadt                                                                           | Karl-Marx-Stadt          | 30.739                     | MfWV                 | Herstellung von Textilmaschinen wie Nähmaschinen, Spinnereimaschinen, Strickmaschinen, Webmaschinen sowie Textilveredlungsmaschinen. |
| VEB Kombinat Umformtechnik „Herbert Warnke“ Erfurt                                                             | Erfurt                   | 12.566                     | MfWV                 | Herstellung von Pressen, Walzwerken, Spritzgießmaschinen, sonstigen Plastverarbeitungsmaschinen sowie Tafelscheren. Während die Betriebe des Kombinats für ihre Metallbearbeitungsmaschinen hauptsächlich die Marke Erfurt nutzten, wurden Plastverarbeitungsmaschinen unter dem Namen Trusioma vertrieben. |
| VEB Werkzeugkombinat Schmalkalden (WKS)                                                                        | Schmalkalden             | 13.203                     | MfWV                 | Herstellung von Handwerkzeugen, Maschinenwerkzeuge und Spannfuttern. Die Produkte wurden unter der Marke Smalcalda vertrieben. |
| VEB Werkzeugmaschinenkombinat „7. Oktober“ Berlin                                                              | Berlin                   | 22.445                     | MfWV                 | Herstellung von Dreh-, Schleif- und Verzahnmaschinen. Für den Vertrieb der Maschinen wurde hauptsächliche die Marke Niles genutzt. |
| VEB Werkzeugmaschinenkombinat „Fritz Heckert“ Karl-Marx-Stadt                                                  | Karl-Marx-Stadt          | 29.430                     | MfWV                 | Herstellung von Fräsmaschinen, Bohrwerken, Stoßmaschinen, Hobelmaschinen und Räummaschinen. Die Produkte wurden unter anderem unter der Marke Heckert vertrieben. |
| VE Kombinat Datenverarbeitung Berlin                                                                           | Berlin                   | 13.000                     | SZS                  | Betrieb von Datenverarbeitungszentren (insbesondere für Betriebe, die keine eigenen Datenverarbeitungszentren betrieben). |

## Bezirksgeleitete Kombinate
Neben den zentralgeleiteten Kombinaten, die direkt einem Ministerium, beziehungsweise einer mittelbar staatlichen Stelle unterstanden, existierten die bezirksgeleiteten Kombinate, die durch den Rat des Bezirkes geführt wurden, in dem sie ihren Sitz hatten. Obwohl sich die Leitung dieser Kombinate auf Bezirksebene befand, erbrachten und produzierten diese Kombinate oftmals Leistungen und Waren auf dem Gebiet der gesamten Republik. Einige bezirksgeleitete Kombinate, deren Aufgabe vor allem in der örtlichen Versorgung bestand, existierten in ähnlicher Form in allen Bezirken. So unterhielt beispielsweise jeder Bezirk ein eigenes Fleischkombinat, das auf die Versorgung des Bezirks mit Fleischwaren ausgerichtet war.
| Kombinat                                                                     | Sitz                 | Übergeordnetes Organ             | Tätigkeit und weiterführende Informationen |
| ---------------------------------------------------------------------------- | -------------------- | -------------------------------- | --- |
| VEB Getränkekombinat                                                         | diverse              | Rat des jeweiligen Bezirks       | Herstellung und Abfüllung von Getränken. Siehe z. B. VEB Getränkekombinat Berlin und VEB Getränkekombinat Leipzig. |
| VEB Fleischkombinat                                                          | diverse              | Rat des jeweiligen Bezirks       | Schlachtung und Fleischverarbeitung. |
| VEB Backwarenkombinat                                                        | diverse              | Rat des jeweiligen Bezirks       | Herstellung von Backwaren. |
| VEB Kombinat Milchwirtschaft                                                 | diverse              | Rat des jeweiligen Bezirks       | Herstellung von Milchprodukten. |
| VEB Kombinat Getreidewirtschaft                                              | diverse              | Rat des jeweiligen Bezirks       | Herstellung von Getreideprodukten und Kraftfutter. |
| VEB Kombinat Geflügelwirtschaft                                              | diverse              | Rat des jeweiligen Bezirks       | Geflügelhaltung und -verarbeitung. |
| VEB Wohnungsbaukombinat (WBK)                                                | diverse              | Rat des jeweiligen Bezirks       | Wohnungsbau. |
| VEB Straßen- und Tiefbaukombinat                                             | diverse              | Rat des jeweiligen Bezirks       | Tief- und Verkehrswegebau. |
| VEB Landbaukombinat                                                          | diverse              | Rat des jeweiligen Bezirks       | Umsetzung von landwirtschaftlichen Bauprojekten. |
| VEB Baustoffkombinat                                                         | diverse              | Rat des jeweiligen Bezirks       | Herstellung von Baustoffen. |
| VEB Kombinat Schnittholz und Holzwaren                                       | diverse              | Rat des jeweiligen Bezirks       | Herstellung diverser Produkte aus Holz. |
| VEB Dienstleistungskombinat                                                  | diverse              | Rat des jeweiligen Bezirks       | Textilreinigung, Glas- und Gebäudereinigung sowie Reparatur von Textil- und Elektroprodukten. |
| VEB Kombinat Hauswirtschaftliche Dienstleistungen (HWD)                      | diverse              | Rat des jeweiligen Bezirks       | Textilreinigung, Glas- und Gebäudereinigung sowie Reparatur von Textil- und Elektroprodukten. |
| VEB Kombinat Textilreinigung                                                 | diverse              | Rat des jeweiligen Bezirks       | Reinigung von Textilien. |
| VEB Kombinat WtB                                                             | diverse              | Rat des jeweiligen Bezirks       | Großhandel von Waren des täglichen Bedarfs. |
| VEB Kombinat Obst, Gemüse und Speisekartoffeln (OGS)                         | diverse              | Rat des jeweiligen Bezirks       | Großhandel von Obst, Gemüse und Speisekartoffeln. |
| VEB Verkehrskombinat                                                         | diverse              | Rat des jeweiligen Bezirks       | Güter- und Personenverkehr sowie Fahrzeugreparaturen. |
| VEB Kombinat Landtechnik                                                     | diverse              | Rat des jeweiligen Bezirks       | Wartung und Reparaturen von Landmaschinen. Die Kombinate Landtechnik waren vor 1984 als Kombinat für Landtechnische Instandhaltung aktiv. Die Kombinate setzten sich zu einem großen Teil aus den Kreisbetrieben für Landwirtschaft zusammen, die ihrerseits aus den Maschinen-Traktoren-Stationen hervorgingen. |
| VEB Meliorationskombinat                                                     | diverse              | Rat des jeweiligen Bezirks       | siehe auch: Meliorationswesen in der DDR |
| VEB Kombinat Ausbau und Modernisierung Berlin                                | Berlin               | Magistrat von Berlin             | Bauwirtschaft, insbesondere Sanierungen von Altbauten. |
| VEB Baukombinat Modernisierung Berlin                                        | Berlin               | Magistrat von Berlin             | Bauwirtschaft, insbesondere Sanierungen von Altbauten. |
| VEB Kombinat Baumechanisierung Berlin                                        | Berlin               | Magistrat von Berlin             | Herstellung von Baumaschinen. |
| VEB Kombinat Bekleidung und Täschnerwaren Berlin                             | Berlin               | Magistrat von Berlin             | Herstellung von Bekleidung und Täschnerwaren. |
| VEB BMK Ingenieurhochbau Berlin                                              | Berlin               | Magistrat von Berlin             | siehe auch: Ingenieurhochbaukombinat. |
| VEB Kombinat Camping und Kunstgewerbeerzeugnisse Berlin                      | Berlin               | Magistrat von Berlin             | Herstellung von Souvenirwaren, Metallmöbeln, Sportbooten, Briefbogen, Filtern, Beschlägen, Kunstschmiedeerzeugnissen, Schildern, Skalen und Blenden, Kinder- und Klappfahrrädern sowie Fahrradanhängern, usw. |
| VEB Kombinat Grünanlagenbau Berlin                                           | Berlin               | Magistrat von Berlin             | Grünanlagenbau. |
| VEB Kombinat Industriebedarfserzeugnisse Berlin                              | Berlin               | Magistrat von Berlin             | Herstellung von Industriebürsten, Schleifmitteln, Klebstoffen, Schlössern, Ventilen, usw. |
| intercor VEB Inneneinrichtungskombinat Berlin                                | Berlin               | Magistrat von Berlin             | Herstellung von Inneneinrichtungen. |
| VEB Kombinat Rationalisierungsmittel Berlin                                  | Berlin               | Magistrat von Berlin             | Rationalisierungsmittelbau. |
| VEB Kombinat Stern-Radio Berlin                                              | Berlin               | Magistrat von Berlin             | Herstellung von Radiogeräten. |
| VEB Kombinat Technische Konsumgüter Berlin                                   | Berlin               | Magistrat von Berlin             | Herstellung von Kontrollleuchten, Netzgeräte, Heizlampen, Projektoren, Kaffeemaschinen, Plastspielwaren, Tonbandmaschinen, usw. |
| VEB Kombinat Bau und Modernisierung Dresden                                  | Dresden              | Rat des Bezirks Dresden          | Bauwirtschaft, insbesondere Sanierungen von Altbauten. |
| VEB Kombinat Brillant Dresden                                                | Dresden              | Rat des Bezirks Dresden          | Herstellung von Lederwaren, Rasierutensilien, Büromaterial, Kartonagen, Papierverarbeitung, usw. |
| VE Kombinat Elaskon Dresden                                                  | Dresden              | Rat des Bezirks Dresden          | Herstellung von Schmierstoffen. |
| VEB Kombinat Hoch- und Tiefbau Pirna                                         | Pirna                | Rat des Bezirks Dresden          | Bauwirtschaft. |
| VE Kombinat KOSORA Dresden                                                   | Dresden              | Rat des Bezirks Dresden          | Maschinen- und Anlagenbau sowie Industriedienstleistungen. |
| VE Kombinat MEWA Dresden                                                     | Dresden              | Rat des Bezirks Dresden          | Herstellung von Schweißtechnik, Drahtwaren, Getrieben, Entstaubungsgeräten, Hebezeugen, Flurförderzeugen sowie verschiedene weitere Metall- und Maschinenbauerzeugnisse, usw. |
| VEB Kombinat Plastik Sebnitz                                                 | Sebnitz              | Rat des Bezirks Dresden          | Herstellung einer Palette von Plastprodukten für den Konsum. |
| VE Kombinat Präcitronic Dresden                                              | Dresden              | Rat des Bezirks Dresden          | Herstellung von Messtechnik. |
| VEB Kombinat Chemisch-Technische Erzeugnisse Gotha                           | Gotha                | Rat des Bezirks Erfurt           | Herstellung von Konsumgütern (z. B. Spezialdünger für Hydrokulturen, Siegellack, Klemmbausteinen (Formo), sonstige Wachs-, Plast- und Gummiwaren, usw. sowie Glasveredelung usw.). |
| VEB Kombinat Elektrogeräte Apolda                                            | Apolda               | Rat des Bezirks Erfurt           | Herstellung von elektrischen Geräten und Komponenten, Messgeräten, Leuchten und Laboreinrichtungen. |
| VEB Kombinat Maschinenbau Arnstadt                                           | Arnstadt             | Rat des Bezirks Erfurt           | Herstellung von Maschinen und technischen Komponenten (z. B. Anhänger, Pumpen, Hebezeuge, usw.). |
| VEB Kombinat Sponeta Schlotheim                                              | Schlotheim           | Rat des Bezirks Erfurt           | Herstellung von Sportartikeln (z. B. Tischtennisartikel), Haarwaren (z. B. selbstklebende Wimpern, falsche Bärte, usw.), Lederwaren, usw. |
| VEB Kombinat Elektrogeräte Fürstenwalde                                      | Fürstenwalde         | Rat des Bezirks Frankfurt (Oder) | Herstellung von Stromversorgungstechnik, Lötgeräte, Spritzgeräte, Lautsprechern, usw. |
| VEB Kombinat Elektroanlagen- und Gerätebau Greiz                             | Greiz                | Rat des Bezirks Gera             | Herstellung von Wanduhren, Mikrofonen, Synchronmotoren, Starkstromanlagen, Feinstkornprüfsiebe, usw. |
| VEB Kombinat Leuchtenbau Zeulenroda                                          | Zeulenroda           | Rat des Bezirks Gera             | Herstellung von Leuchten. |
| VEB Kombinat Maschinenbauerzeugnisse Zeulenroda                              | Zeulenroda           | Rat des Bezirks Gera             | Herstellung von Spannzeugen, Kühl- und Schankanlagen, Zählwerken und Messgeräten sowie Behälterbau usw. |
| VEB Kombinat Schmuck und Porzellan Rudolstadt                                | Rudolstadt           | Rat des Bezirks Gera             | Herstellung von Raumschmuck und Lederwaren, usw. |
| VEB Kombinat Anlagen- und Gerätebau Halle                                    | Halle/Saale          | Rat des Bezirks Halle            | Herstellung von Anlagen und Geräten (z. B. Kellereimaschinen, Luft- und Klimaanlagen, Rationalisierungsmittelbau, usw.). |
| VEB Kombinat Chemie und Plastverarbeitung Halle                              | Halle/Saale          | Rat des Bezirks Halle            | Herstellung von Textilfarben, Flachdichtungen, Knöpfen, Kämmen, Plastspielzeugen, Kartonagen, usw. |
| VEB Kombinat Elektrowaren Halle                                              | Halle/Saale          | Rat des Bezirks Halle            | Herstellung von Leuchten, Elektrogeräten und Metallwaren. |
| VEB Kombinat Fahrzeug- und Fertighausbau Halle                               | Halle/Saale          | Rat des Bezirks Halle            | Herstellung von Entstaubungsanlagen, Produkten aus Hartpapier, Fenstern, usw. sowie Bauwagen, Raumzellen und Fertighäuser. |
| VEB Kombinat Feinmechanische Werke Halle                                     | Halle/Saale          | Rat des Bezirks Halle            | Herstellung von Autogentechnik. |
| VEB Kombinat Holz- und Kulturwaren Naumburg                                  | Naumburg             | Rat des Bezirks Halle            | Holzverarbeitung und Herstellung von Holzprodukten wie Stielen für verschiedene Werkzeuge sowie Herstellung von Keramikprodukten, Kunststofffliesen, Lederwaren, Kürschnerwaren, Briefmarkenalben, usw. sowie Betrieb eines Saatguthandels.                                                                      |
| VEB Kombinat Metallwaren Dessau                                              | Dessau               | Rat des Bezirks Halle            | Herstellung von Metallwaren (z. B. Fahrradzubehör, Heimwerkstatteinrichtungen, usw.). |
| VEB Kombinat Bau und Rekonstruktion Karl-Marx-Stadt                          | Karl-Marx-Stadt      | Rat des Bezirks Karl-Marx-Stadt  | Bauwirtschaft, insbesondere Sanierungen von Altbauten. |
| VEB Kombinat Erzgebirgische Volkskunst Olbernhau (EVK)                       | Olbernhau            | Rat des Bezirks Karl-Marx-Stadt  | Herstellung von Kunstgewerbeprodukten (z. B. Holzdrehwaren, Küchengeräten, Mal- und Zeichengeräten, Raum- und Tafelschmuck, usw.). |
| VE Kombinat Haus- und Küchengeräte Schwarzenberg                             | Schwarzenberg        | Rat des Bezirks Karl-Marx-Stadt  | Herstellung von Haus- und Küchengeräten. |
| VEB Kombinat Leuchtenbau Karl-Marx-Stadt                                     | Karl-Marx-Stadt      | Rat des Bezirks Karl-Marx-Stadt  | Herstellung von Leuchten, Transformatoren, Heizkissen, usw. |
| VEB Kombinat Maschinenbau Karl-Marx-Stadt                                    | Karl-Marx-Stadt      | Rat des Bezirks Karl-Marx-Stadt  | Herstellung von Maschinen und technischen Komponenten (z. B. Pumpen, Wärmetauscher, Dichtungen, Materialflussanlagen, bis 1987 auch Jacquardmaschinen, usw.). |
| VEB Kombinat Mechanisierung Karl-Marx-Stadt                                  | Karl-Marx-Stadt      | Rat des Bezirks Karl-Marx-Stadt  | Rationalisierungsmittelbau. |
| VEB Kombinat Plaste und Chemie Wolkenstein                                   | Wolkenstein          | Rat des Bezirks Karl-Marx-Stadt  | Herstellung einer Palette von Plastprodukten für den Konsum. |
| VEB Kombinat Polytechnik und Präzisionsgeräte Karl-Marx-Stadt                | Karl-Marx-Stadt      | Rat des Bezirks Karl-Marx-Stadt  | Herstellung von Messgeräten, Tageslichtprojektoren (Polylux), Lerncomputer, Leonische Waren, usw. |
| VEB Kombinat Aktuell Lederwaren Leipzig                                      | Leipzig              | Rat des Bezirks Leipzig          | Herstellung von Lederwaren (z. B. Geldbörsen, Taschen, usw.). |
| VEB Kombinat Chemisch-Technische Erzeugnisse Leipzig                         | Delitzsch            | Rat des Bezirks Leipzig          | Herstellung von Konsumgütern (z. B. Klebestreifen, Schädlingsbekämpfungsmittel, usw.). |
| VEB Kombinat Leipziger Metallbau                                             | Leipzig              | Rat des Bezirks Leipzig          | Herstellung von Metallkonstruktionen (z. B. Tankanlagen, Aufzüge, Campingwohnwagen, Container, Anlagenisolierungen, usw.). |
| VEB Kombinat PAKUWA Papier- und Kulturwaren Leipzig                          | Leipzig              | Rat des Bezirks Leipzig          | Herstellung von Konsumgütern (z. B. Fotoalben, Schreib- und Papierwaren, Etuis, Tonwaren, usw.). |
| VEB Kombinat Wohn- und Freizeitbedarf Leipzig                                | Leipzig              | Rat des Bezirks Leipzig          | Herstellung von Kaffeemaschinen, Windschutzscheiben, Starterbatterien, Fotozellen, Glimmlampen, Heizkörpern, elektronischen Messgeräten, Durchlauferhitzern, Korb- und Flechtwaren, Spiel-, Modell- und Kulturwaren, usw.                                                                                        |
| VEB Kombinat Fahrzeugbau und Zubehör Kakerbeck                               | Kakerbeck            | Rat des Bezirks Magdeburg        | Herstellung von Anhängern, Wohnwagen, usw. |
| VEB Kombinat Futter und Verarbeitung landwirtschaftlicher Produkte Magdeburg | Magdeburg            | Rat des Bezirks Magdeburg        | Betrieb von Trocknungswerken für die Herstellung von Trockenschnitzel, getrocknetem Grünfutter usw. |
| VEB Kombinat Gießerei und Ofenbau Königshütte                                | Königshütte          | Rat des Bezirks Magdeburg        | Herstellung von Baubeschlägen, Filmkassetten, Kaminen usw. sowie galvanische Oberflächenveredelung, Anlagenbau für die Glasindustrie, Manganerzverarbeitung usw. |
| VEB Kombinat Härtol Magdeburg                                                | Magdeburg            | Rat des Bezirks Magdeburg        | Herstellung von chemischen Produkten (z. B. Waschmittel, Seifen, Reinigungsmittel, Farben, Mittel zur Oberflächenbehandlung, Härteöl, Flussmittel, usw.). |
| VEB Kombinat Kultur- und Lederwaren Magdeburg                                | Magdeburg            | Rat des Bezirks Magdeburg        | Herstellung von Lederwaren (z. B. Handschuhe, Taschen, usw.). |
| VEB Kombinat Rationalisierung und Ingenieurtechnik Magdeburg                 | Magdeburg            | Rat des Bezirks Magdeburg        | Herstellung von Automatisierungstechnik. |
| VEB Kombinat Unitras Magdeburg                                               | Magdeburg            | Rat des Bezirks Magdeburg        | Herstellung von Schlüsseln, Stahlmöbeln, Dachrinnen, Säulenschwenkkrane, Kfz-Kennzeichen, usw. |
| VEB Kombinat Wirkstoff- und Mineralstoffmischungen Oschersleben              | Oschersleben         | Rat des Bezirks Magdeburg        | Herstellung von Futtermitteln. |
| VEB Kombinat Elektroanlagenbau Kyritz                                        | Kyritz               | Rat des Bezirks Potsdam          | Herstellung von elektrischen Werkzeugen, elektrische Komponenten für Fahrzeuge, Transformatoren, usw. |
| VEB Kombinat Feuerlöschgeräte Neuruppin                                      | Neuruppin            | Rat des Bezirks Potsdam          | Herstellung von Feuerlöschgeräten (z. B. Feuerlöscher, Löschanlagen, Spritzen, Löschpulver, usw.), Spritzgusserzeugnisse, Produkte aus Acrylglas, usw. |
| VEB Kombinat Industriewaren Rathenow                                         | Rathenow             | Rat des Bezirks Potsdam          | Herstellung von Öfen, Gusserzeugnissen, Kerzen, Lederwaren, Hubwagen, usw. |
| VEB Kombinat Fertigelemente Boizenburg                                       | Boizenburg           | Rat des Bezirks Schwerin         | Herstellung von transportablen Raumerweiterungshallen, usw. |
| VEB Kombinat Linda Schwerin                                                  | Schwerin             | Rat des Bezirks Schwerin         | Herstellung von Waschmitteln, Reinigungsmitteln, Kohleanzündern und Milchzucker sowie Torfgewinnung, Papierverarbeitung, usw. |
| VEB Kombinat Schweriner Metallwaren                                          | Schwerin             | Rat des Bezirks Schwerin         | Herstellung von Metallwaren (z. B. Anhänger, Motorboote, usw.). |
| VEB Kombinat Haushaltswaren                                                  | Steinbach-Hallenberg | Rat des Bezirks Suhl             | Herstellung von Haushaltswaren. |
| VEB Kombinat Wohnkultur Suhl                                                 | Suhl                 | Rat des Bezirks Suhl             | Herstellung von Konsumgütern (z. B. dekorative Glaserzeugnisse, sonstige Wohnungseinrichtungsgegenstände, usw.). |

## Weitere Kombinate
Einzelne Kombinate wurden auch auf Kreisebene oder kommunaler Ebene verwaltet. Hierzu zählten beispielsweise die Kombinate Stadtwirtschaft, die verschiedene stadtwirtschaftliche Leistungen wie die Grünflächenpflege, die Stadtreinigung sowie die Wasser- und Abfallwirtschaft bündelten. Sie wurden durch den Rat der jeweiligen Stadt geführt. Auch einige Dienstleistungskombinate sowie Bau- und Baureparaturkombinate wurden auf Kreis- oder Stadtebene verwaltet. Abgesehen von diesen Kombinaten wurden auf den unteren Verwaltungsebenen vornehmlich nur einzelne Betriebe direkt geleitet.